# Autour de la maison rose
Pour plus de détails, voir Fiche technique et Distribution.
Autour de la maison rose (titre originel Al-bayt al-zahr, en arabe البيت الزهر) est un film franco-canado-libanais réalisé par Joana Hadjithomas et Khalil Joreige et sorti en 1999.

## Synopsis
Deux familles libanaises ont trouvé refuge au début de la guerre civile dans un palais désaffecté de Beyrouth, « La maison rose ». Dans le cadre de la reconstruction, le nouveau propriétaire leur donne dix jours pour quitter la maison, qu’il veut transformer en centre commercial. Les  habitants du quartier se divisent, entre avenir et nostalgie.

## Fiche technique
- Titre : Autour de la maison rose
- Réalisation : Joana Hadjithomas et Khalil Joreige
- Scénario : Joana Hadjithomas et Khalil Joreige
- Musique : Robert M. Lepage
- Photographie :  Pierre David
- Conception sonore: Louis Desparois
- Montage :  Tina Baz
- Décors :
- Costumes :
- Attaché de presse :
- Pays de production :  France,  Canada,  Liban
- Tournage : 
  - Pays : Liban
  - Langue : français, arabe
- Producteurs : Anne-Cécile Berthomeau, Edouard Mauriat, Jean Dansereau.
- Sociétés de production : Canal+ Horizons, Canal+, Mille et Une Productions  (France), Djinn House Productions  (Liban), Les Ateliers du Cinéma Québécois (Canada)
- Sociétés de distribution : 7e Art (Canada), Cara M (France)
- Format : couleur — 35 mm— 1.85:1 (Scope)
- Genre : drame
- Durée : 92 minutes
- Date de sortie : 
  - France : 15 décembre 1999

## Distribution
- Hanane Abboud : Nawar
- Joseph Bou Nassar : Omar
- Maurice Maalouf : Jaber
- Zeina Saab de Melero : Leyla
- Mireille Safa : Samia